# Луппол, Иван Капитонович
Ива́н Капито́нович Лу́ппол (1 [13] января 1896, Ростов-на-Дону, Область Войска Донского, Российская империя — 26 мая 1943, Мордовский ИТЛ, СССР) — русский и советский учёный-философ

, литературовед. Профессор (1935), академик АН СССР (1939, чл.-корр. 1933), знаток философии Дени Дидро. Один из главных авторов концепции диалектического материализма, лёгшей в основу советской школы истории философии.

## Биография
Родился в семье служащего, выходца из села Кочиеры Тираспольского уезда Херсонской губернии. В 1914 году окончил Витебскую гимназию. В 1919 году с отличием окончил юридический факультет Московского университета. С 1919 по 1921 был пропагандистом и политическим работником в Красной армии, участвовал в боях на Восточном, Западном и Каспийско-Кавказском фронтах. Член РКП(б) с июня 1920 года.
С 1921 учился на философском отделении Института красной профессуры, окончив его в 1924, слушатель первого набора. Его исследование «Дени Дидро. Очерки жизни и мировоззрения» (1924) стало одной из первых диссертационных работ этого института. С 1924 по 1927 работал в Институте К. Маркса и Ф. Энгельса — заведовал философским кабинетом, был учёным секретарём и состоял членом редколлегии журнала «Летописи марксизма». В дискуссиях 1920-х гг., присоединившись к сторонникам А. М. Деборина, активно отстаивал линию так называемых «диалектиков» против «механистов», выступал на диспуте в Институте научной философии весной 1926 года, на конференции марксистских учреждений 1929 года. Состоял в президиуме Общества воинствующих материалистов, созданного в 1924 году.
Был профессором кафедры исторического материализма этнологического факультета МГУ (1925—1931), а также профессором кафедры, а затем заведующим кафедрой марксистско-ленинской философии Института красной профессуры (1925—1938). Входил в редакцию журналов «Революция и культура», «Научный работник», «Научное слово» и «Советский музей». В 1927 был избран в Центральное бюро секции научных работников и был ответственным секретарём до 1929.
В 1929—1933 годах руководил Главнаукой (с 1930 года преобразована в сектор науки Наркомпроса РСФСР). С 1934 — Член Правления Союза писателей СССР. В 1935 году вошёл в директорат Института русской литературы (Пушкинского дома). Директор и один из организаторов Института мировой литературы имени А. М. Горького (1935—1941). Некоторое время был главным редактором Государственного издательства художественной литературы. Избран членом-корреспондентом АН СССР по Отделению общественных наук в 1933 году и академиком по тому же отделению в 1939 году.

### Арест и гибель
По некоторым указаниям, собирался жениться на бывшей невестке Максима Горького «Тимоше». С ним она познакомилась, когда устраивала Музей Горького в Москве, которым он тоже занимался. Луппол пригласил её в Тбилиси, на торжества по случаю юбилея Шота Руставели, после чего они поехали отдохнуть в дом писателей под Тбилиси — Сагурава, где его и арестовали, по ложному обвинению.
Как рассказывает исследователь Михаил Шейнкер, получивший выписку из следственного дела, хранящегося в архиве ФСБ, академик Луппол был арестован 20 сентября 1940 года НКВД Грузинской ССР. Приговором Военной Коллегии Верховного суда СССР от 8 июля 1941 года на основании статей 17-58-8, 58-10 ч. 1, 58-11 УК РСФСР приговорён к расстрелу. С 29 октября 1941 года он содержался в камере смертников Саратовской тюрьмы вместе с академиком Н. И. Вавиловым. Постановлением Президиума Верховного Совета СССР от 23 июня 1942 года высшая мера наказания была заменена заключением в исправительно-трудовой лагерь НКВД сроком на 20 лет. Иван Капитонович Луппол умер 26 мая 1943 года в Темниковском ИТЛ (посёлок Явас Зубово-Полянского района Мордовской АССР).
Реабилитирован посмертно решением Военной коллегии Верховного суда СССР от 26 мая 1956 года. Восстановлен в звании академика АН СССР постановлением Президиума Академии от 20 июля 1956 года.

## Научная деятельность
Луппол свободно владел несколькими языками, в подлиннике изучал и исследовал философские взгляды ряда философов европейских стран. Его работа «Дени Дидро» была крупным вкладом в изучение истории философии, выдержала три издания (1924, 1936 и 1960 гг.). В 1936 году эта работа была издана в Париже на французском языке.
Луппол исследовал философские взгляды Ж. Б. Робине, У. Дакоста. Был автором работ по истории русской философии ‒ о философских воззрениях А. Н. Радищева, И. Д. Якушкина, И. П. Пнина. В своих работах по истории философии он отмечал, что недостаточно подходить к анализу философских взглядов того или другого философа, относя его к материалистам или идеалистам. Он считал необходимым конкретный подход, рассмотрение эволюции взглядов философов в связи с общественными условиями, развитием науки.
В ряде статей подверг критическому анализу взгляды русских философов — Н. А. Бердяева, Н. О. Лосского, С. Л. Франка и теоретиков западной социал-демократии — М. Адлера, К. Форлендера, противопоставляя им основные положения диалектического и исторического материализма.
Ряд работ Луппола был посвящён изучению философских взглядов В. И. Ленина. Его книга «Ленин и философия. К вопросу об отношении философии к революции» (М., 1926) выходила тремя изданиями и была опубликована в Германии на немецком языке.
В период 1925‒1930 гг. в статьях Луппола большое внимание уделяется философско-методологическим вопросам естественных наук. Луппол опубликовал ряд содержательных работ по эстетике — о Пушкине, Л. Толстом, Горьком, Маяковском, Руставели, Гёте, Беранже, А. Франсе. Эти работы вошли в сборник «Литературные этюды».

## Основные публикации
- Ленин в борьбе за диалектический материализм. Л. : Гос. изд-во, 1924.
- Ленин как теоретик пролетарского государства. Л. : Гос. изд-во, 1924.
- Трагедия русского материализма XVIII в. (К 175-летию со дня рождения Радищева) // Под знаменем марксизма, 1924, № 6-7.
- Основные моменты социальной методологии Ленина // Воинствующий материалист, кн. II, 1925.
- Несколько слов об иррациональном методе в истории философии // Там же, кн. III, 1925.
- Пути философской мысли в СССР // Вестник Коммунистической академии, кн. XXIV, 1927.
- Ленин и философия. К вопросу об отношении философии к революции. М., Л. : Гос. изд-во, 1927; 2-е изд. М., Л. : Гос. изд-во, 1929; 3-е изд. М., Л. : Гос. изд-во, 1930.
- На два фронта: сб. ст. М., Л. : Гос. изд-во, 1930.
- Наука и реконструктивный период [Стенограмма доклада на Съезде по изучению поведения человека 1930 г.]. М., Л. : Гос. мед. изд-во., 1931.
- Диалектический материализм и музейное строительство [Доклад. Заключительное слово. Тезисы доклада. Заключительная речь] // Труды Первого Всероссийского музейного съезда 1930 г. Т. I. М., Л : Учгиз—НКПС РСФСР, 1931; отдельн. изд. [Доклад. Тезисы доклада]. М., Л. : НКП СССР, 1931
- Мировоззрение Гёте // Под знаменем марксизма, 1932, № 5-6.
- Творческий путь М. Горького : К 40-летию лит. деятельности : докл. на Торжеств. засед. Огиза в Колонном зале Дома Союзов 1932 г. М., Л. : Гос. изд-во худ. лит-ры, 1932.
- «Материализм и эпириокритицизм» и вопросы истории философии // 25 лет «Материализма и эмпириокритицизма»: сб. ст. М. : Партиздат, 1934
- Историко-философские этюды. М., Л. : Соцэкгиз, 1935.
- Лев Толстой. История и современность // Под знаменем марксизма, 1936, № 1.
- Философский путь В. Г. Белинского // Под знаменем марксизма, 1938, № 10.
- Идеология Французской буржуазной революции
- Литературные этюды. М.: Гослитиздат, 1940.
- Дени Дидро. Очерки жизни и мировоззрения. 3-е изд. М. : Изд-во Акад. наук СССР, 1960.